# Annemieke Bouma
Annemieke Bouma (* 12. März 1956 in Haarlem) ist eine ehemalige niederländische Leichtathletin, die sich auf den Hochsprung spezialisiert hat.

## Sportliche Laufbahn
Erste internationale Erfahrungen sammelte Annemieke Bouma vermutlich im Jahr 1971, als sie bei den Europameisterschaften in Helsinki mit übersprungenen 1,71 m auf den 21. Platz im Hochsprung gelangte. 1973 wurde sie bei den Halleneuropameisterschaften in Rotterdam mit 1,80 m Zwölfte, ehe sie bei den Junioreneuropameisterschaften in Duisburg mit 1,80 m die Silbermedaille gewann. Im Jahr darauf wurde sie bei den Halleneuropameisterschaften in Göteborg mit 1,70 m 14. und im September gelangte sie bei den Freiluft-Europameisterschaften in Rom mit 1,83 m auf den zehnten Platz. 1975 gewann sie bei den Halleneuropameisterschaften in Katowice mit 1,80 m die Bronzemedaille hinter der Ostdeutschen Rosemarie Ackermann und Marie-Christine Debourse aus Frankreich. Im Jahr darauf wurde sie bei den Halleneuropameisterschaften in München mit 1,75 m 17.
In den Jahren 1974 und 1976 wurde Bouma niederländische Meisterin im Hochsprung.